# 以德報怨 (蔣中正)
「以德報怨」，或言「不計舊惡，以德報怨」，或言「不念舊惡、與人為善」，是民間、官方對蔣中正在第二次世界大戰日本戰敗後對戰敗日本寬大處理的一系列理念政策的總結。蔣中正在日本戰敗後以「以德報怨」為核心的對日宣言，對日政策對第二次世界大戰後日本國國運、中日關係及日美关系都有決定性影響，對之後的冷戰格局、東亞秩序均有深遠影響。
此一政策名称雖可能出自《论语》或《道德经》。但前者原文为“以德报怨，何以报德？以直报怨，以德报德”，而后者原文为“大小多少，报怨以德”，二者中心思想截然不同。

## 出典
中國方面對戰敗日本寬大處理的一系列政策，最早明文出現並廣而告之於蔣中正通告全國並向世界播音的《抗戰勝利告全國軍民及全世界人士書》。1945年8月15日上午，在日本天皇裕仁宣布日本投降前一小時，蔣中正在當時國民政府陪都重慶之中央廣播電台麥克風前發表了該演說。部分原文如下：
| 我們的抗戰，在今天獲得了勝利。正義戰勝強權，終於得到了它最後的證明，這也就是表示了我們國民革命歷史使命的成功。我們中國在黑暗和絕望的時期中，八年奮鬥的信念，今天才得到了實現。我們對於顯現在我們面前的世界和平，要感謝我們全國抗戰以來的軍民先烈，要感謝我們為正義和平而共同作戰的盟友，尤其感謝我們國父辛苦艱難領導我們革命正確的途徑，使我們得有今天勝利的一天，而全世界的基督徒更要一致感謝公正而仁慈的上帝。 我們中國人民在黑暗和絕望的時代都秉持我們民族一貫的忠勇仁愛，偉大堅韌的傳統精神，深知一切為正義和人道而奮鬥的犧牲，必能得到應得的報償。全世界因戰爭而聯合起來的民族，相互之間所發生的尊重與信念，這就是此次戰爭給我們的最大報償。……我相信今後地無分東西，人無論膚色，凡是人類都會一天一天加速的密切聯合，不啻成為家人手足。此次戰爭發揚了我們人類互諒互敬的精神，建立了我們互相信任的關係，而且證明了世界戰爭與世界和平皆是不可分的，這更足以使今後戰爭的發生勢不可能。我說到這裡，又想到基督寶訓上所說的「待人如己」與「要愛敵人」兩句話，實在令我發生無限的感想。 我中國同胞們須知「不念舊惡」及「與人為善」，為我民族傳統至高至貴的德性。我們一貫聲言，只認日本黷武的軍閥為敵，不以日本的人民為敵。今後敵軍已被我們盟邦共同打倒了，我們當然要嚴密責成他忠實執行所有的投降條款，但是我們並不要企圖報復。更不可對無辜人民加以污辱，我們只有對他們為他們納粹軍閥所愚弄所驅迫而表示憐憫，使他們能自拔於錯誤與罪惡，要知道如果以暴行答覆敵人從前的暴行，以侮辱答覆他們從前錯誤的優越感，則冤冤相報，永無終止，決不是我們仁義之師的目的，這是我們每一個軍民同胞所應該特別注意的。 蔣中正《抗戰勝利告全國軍民及全世界人士書》，1945年8月15日上午於重慶 |

該宣言為蔣中正親自撰寫。因此，之後「以德報怨」被總結作是日本戰敗後蔣中正對戰敗日本政策的基調。「以德報怨」也成為中華民國政府對於戰敗日本處理政策的基本信念和政策出發點，並被外交官在正式場合多次引用，如1946年駐日代表朱世民。

## 日方表述
「以德報怨」在日本民間、各大媒體和日本官方都有表述，其中日本前首相岸信介的表述具有代表性，大意如下：
| 蒋公的对日“以德报怨”包括四大内容： 1. 让200多万日本军民平安返日； 2. 阻止列强如瓜分德国一般瓜分日本； 3. 保留天皇制度； 4. 放弃战争赔偿请求权。 这四大“德政”，对日本的战后复兴，有巨大的实质贡献。 |

## 具體措施
蔣中正念及「撫我則后，掠我則讎」，對戰敗日本施行寬大對待，一些具體政策包括：
1. 建言美國保存戰敗後日本天皇制，認為天皇制是日本立國之本[2][5]。日本戰敗後，不少人建議將日皇裕仁處以絞刑，蔣中正表示反對[6]。裕仁得以壽終正寢，駕崩於1989年，享年87歲，是德、意、日三法西斯軸心國元首中唯一得以壽終正寢者，而日本天皇制也得以保留[6]。
2. 建言美國在美佔日本期間維護戰敗後日本領土完整，反對分割佔領日本[2][5]。1945年，美國曾建議中國派軍隊佔領日本九州，蔣中正未採納。
3. 反對蘇聯軍隊分割、佔領日本，支持美國一國佔領，防範日本被赤化[5]。
4. 120萬滯留中國的日僑、日軍戰俘，遣返日本[6]。
5. 80萬日軍家屬、日本僑民，遣返日本[6]。
6. 簽訂《中日和約》免除日本戰爭賠款，僅接收日本侵華時期在華設施物資[5]。然而放棄日本戰爭賠款並非蔣中正初衷[2]。

## 深遠影響
蔣中正對戰敗日本「以德報怨」政策，於後世有深遠影響。

### 對日本影響
蔣中正「以德報怨」讓日本受益無窮。日本國體、傳統得以保留，天皇制得以保留。日本固有領土得以保持完整。悉數遣返的日軍、日本僑民，為之後日本經濟復興國力飛躍提供了充足的勞力。日本得以免除戰爭賠款，也為其之後的經濟復興國力恢復奠定堅實基礎。
日本在二戰戰敗後，國力經濟能夠迅速恢復，並一舉追上歐美西方先進國家如英國、德國、法國，頗得益於蔣中正「以德報怨」對日政策。
因為美國得以單獨軍事佔領日本，而蘇聯不能插手，日本在戰後比較支持歐美西方國家陣營，沒有出現東德（親蘇）、西德（親美）分治的局面，成為美國的鐵桿盟友和軍事保護國，即美日同盟。蔣中正的建言，客觀上助就了二戰後西方國家第一大國美國和東方國家日本穩固的盟友和軍事同盟關係，深遠影響了東亞和橫跨太平洋的國際秩序。美國至今在日本保有巨型军事基地和大量駐軍。因有軍事超級大國美國的單獨占領和保護，日本在二戰戰敗後很長一段時間軍事開支在國民經濟中比重很低，這也為日本經濟、工業的復興和發展提供了條件。日本能夠在美國軍事存在下和平地發展國民經濟，不必要參與與鄰國的軍事衝突，並能成為美國的加工代工之地，譬如朝鮮戰爭時期，日本獲得美國大量訂單，經濟工業迅速增長恢復。
日本爲感激蔣中正對日本戰敗後寬大對待而建立中正神社，以蔣中正為主神，是附屬於愛知縣額田郡幸田町貴嶺宮的攝末社。

### 對美國影響
美國得以單獨占領日本，日本成為美國忠實的軍事盟友和高效而廉價製造基地。蔣中正最初建言和之後成就的美日同盟，客觀上穩固助長了冷戰時的資本主義陣營（美、日分別為資本主義第一、二大國），成就美國橫跨太平洋的軍事與工業優勢，從而成就了美國的全球霸權。冷戰中，日本也成為美國對抗蘇聯的前方基地。

### 對中國大陸影響
日本天皇制的保留，戰爭賠款的免除，成為日後中日關係中的議題。正是由于蒋介石这一方针的影响使得国府宣布放棄對日賠償要求，給中华人民共和国政府對日索賠工作造成不利影響。中华人民共和国政府最后從确保中日关系正常化进程顺利，中日兩國友好和不加重日本人民之經濟負擔之角度考慮，仍然放棄中國政府對日本之戰爭賠償要求。
二戰後日本國力迅速恢復，並曾崛起為全球第二大經濟體，與中華人民共和國存在競爭關係，特別在東亞秩序上。日本國力恢復後，加之中國大陸的改革開放，日本也曾為中國大陸提供大量低息貸款，並投資轉移產業於中國大陸，也一定程度上促進了中國大陸經濟發展。

### 對台灣影響
在二戰前台灣為日本領地，因而與日本就有特殊關係。1949年中華民國政府遷台後，為維護在國際上繼續代表「中國」的正統，與日本能保持較為平穩的外交關係；加上戰後台灣經濟百廢待舉，與日本的貿易關係對經濟發展至關重要，更使民間關係更是緊密。日本對蔣中正政策都存感謝態度，並曾擔心蔣的逝世會影響日台關係。蔣中正逝世後，日本政要岸信介、佐藤榮作均有來台悼念。日本成立「蔣公遺德顯彰會」紀念蔣中正和他對戰後日本的「遺德」。1985年8月，日本民間在千葉縣岬町所立「以德報怨」碑。而日本愛知縣中正神社碑文則顯示日本國民“永遠感謝”。
1970年代蔣介石逝世後，官方編輯之《蔣公紀念歌》裡有「使驕妄強敵畏威懷德，至今尚猶感激涕零。」的歌詞。

## 不同說法
1990年代卓越傳播所製播的紀錄片《一寸河山一寸血》中，所訪問的幾位歷史學家稱蔣在談話的原義應偏向於「以直報怨」而不等於「以德報怨」，並稱蔣中正及中華民國政府從未主動放棄向日本索賠。

## 外部連結
- 中國大陸騰訊網專題：蒋介石对日“以德报怨”考